# Overlord (jeu vidéo, 1988)
Pour l’article homonyme, voir Overlord.
Cet article concerne le jeu vidéo de 1988. Pour le jeu vidéo de 1990, voir Supremacy: Your Will Be Done. Pour le jeu vidéo de 1994, voir Overlord (jeu vidéo, 1994). Pour le jeu vidéo de 2007, voir Overlord (jeu vidéo, 2007).
Overlord est un jeu vidéo de type wargame créé par Ken Wright et publié par Cases Computer Simulations en 1988 sur ZX Spectrum, puis porté sur Atari ST. Le jeu simule la bataille de Normandie de la Seconde Guerre mondiale, qui débute avec le débarquement de Normandie du 6 juin 1944, lors de laquelle les forces américaines, britanniques et canadiennes tente d’envahir la Normandie, contrôlées par les Allemands. Le joueur contrôle les Alliés et affronte l’ordinateur, dans un des trois niveaux de difficulté disponibles. Son objectif est de débarquer ses troupes, de sécuriser les plages pour permettre l’arrivée de renforts, puis de pénétrer les lignes ennemies jusqu’à l’extrémité ouest de la carte du jeu,. 

## Accueil
| Overlord      |      |        |
| Média         | Pays | Notes  |
| ACE           | GB   | 84.5 % |
| Crash         | GB   | 84 %   |
| Your Sinclair | GB   | 8/10   |